# Joanna Lumley
Dame Joanna Lumley Lamond (Srinagar, 1º maggio 1946) è un'attrice, attivista ed ex modella britannica.

## Biografia
Nata nel Kashmir, è tornata nel Regno Unito con la famiglia durante l'infanzia e ha iniziato la scuola alla Mickledene School di Rolvenden, nel Kent, a quell'età era iscritta da 8 anni. Poi è andata alla St. Mary's Convent School on the Ridge, poi alla Lucie Clayton Finishing School di Londra. In precedenza era stata respinta dalla Royal Academy of Dramatic Art all'età di 16 anni.
La Lumley è nota soprattutto per essere stata la quarta partner di John Steed, nel ruolo di Purdey, dopo essere stata bond-girl assieme a Diana Rigg nel film di Agente 007 - Al servizio segreto di Sua Maestà, in cui la Lumley interpreta uno degli "angeli della morte" di Piz Gloria. Dal 1979 al 1982 l'attrice è stata protagonista, insieme con David McCallum, della serie televisiva fantascientifica britannica Zaffiro e Acciaio. Dal 1992 al 2005 l'attrice ha interpretato il personaggio di Patsy Stone nella serie televisiva di successo Absolutely Fabulous, andata in onda per cinque stagioni, a fianco di Jennifer Saunders.

## Filmografia parziale

### Attrice

#### Cinema
- Agente 007 - Al servizio segreto di sua Maestà (On Her Majesty's Secret Service), regia di Peter R. Hunt (1969)
- Sapore di donna (The Ballad of Tam Lin), regia di Roddy McDowall (1970)
- I satanici riti di Dracula (The Satanic Rites of Dracula), regia di Alan Gibson (1973)
- Sulle orme della Pantera Rosa (Trail of the Pink Panther), regia di Blake Edwards (1982)
- Pantera Rosa - Il mistero Clouseau (Curse of the Pink Panther), regia di Blake Edwards (1983)
- Shirley Valentine - La mia seconda vita (Shirley Valentine), regia di Lewis Gilbert (1989)
- Intrigo perverso (Innocent Lies), regia di Patrick Dewolf (1995)
- James e la pesca gigante (James and the Giant Peach), regia di Henry Selick (1996)
- Il mistero del principe Valiant (Prince Valiant), regia di Anthony Hickox (1997)
- Hollywood Confidential (The Cat's Meow), regia di Peter Bogdanovich (2001)
- Euro Trip, regia di Jeff Schaffer (2004)
- Ella Enchanted - Il magico mondo di Ella (Ella Enchanted), regia di Tommy O'Haver (2004)
- Tradire è un'arte - Boogie Woogie (Boogie Woogie), regia di Duncan Ward (2009)
- The Wolf of Wall Street, regia di Martin Scorsese (2013)
- Tutto può accadere a Broadway (She's Funny That Way), regia di Peter Bogdanovich (2014)
- Un'occasione da Dio (Absolutely Anything), regia di Terry Jones (2015)
- Io prima di te (Me Before You), regia di Thea Sharrock (2016)
- Absolutely Fabulous - Il film (Absolutely Fabulous: The Movie), regia di Mandie Fletcher (2016)
- Paddington 2, regia di Paul King (2017)
- Ricomincio da noi (Finding Your Feet), regia di Richard Loncraine (2017)

#### Televisione
- Coronation Street – soap opera, 8 puntate (1973)
- Gli invincibili (The Protectors) – serie TV, episodio 2x06 (1973)
- General Hospital – serie TV, 5 episodi (1975)
- Gli infallibili tre (The New Avengers) – serie TV, 26 episodi (1976-1977)
- Zaffiro e Acciaio (Sapphire & Steel) – serie TV, 32 episodi (1979-1982)
- La figlia di Mistral (Mistral's Daughter) – miniserie TV, 3 puntate (1984)
- Cluedo – serie TV, 6 episodi (1993)
- Cold Comfort Farm, regia di John Schlesinger – film TV (1995)
- Pappa e Ciccia (Roseanne) – serie TV, 1 episodio (1996)
- La bottega degli orrori di Sweeney Todd (The Tale of Sweeney Todd) – film TV (1997)
- Comic Relief: Doctor Who - The Curse of Fatal Death, regia di John Henderson – cortometraggio TV (1999) - Dottore
- Miss Marple (Agatha Christie's Marple) – serie TV, episodio 1x01 (2004)
- Sensitive Skin – serie TV, 12 episodi (2005-2007)
- Jam & Jerusalem – serie TV, 6 episodi (2006-2008)
- Lewis – serie TV, 1 episodio (2009)
- Amanti (Mistresses) – serie TV, 4 episodi (2010)
- Absolutely Fabulous – serie TV, 40 episodi (1992-2012)
- Finding Alice – serie TV, 6 episodi (2021)
- Mercoledì (Wednesday) - serie TV, episodio 2x04 (2025) - Hester Frump

### Doppiatrice
- Alice nel Paese delle Meraviglie (Alice in Wonderland), regia di Nick Willing - film TV (1999)
- La sposa cadavere (Corpse Bride), regia di Tim Burton e Mike Johnson (2005)

### Videoclip
- One Day (Caustic Love) - Paolo Nutini (2014)

## Teatro (parziale)
- Vite in privato, di Noël Coward, tournée britannica (1982)
- Hedda Gabler, di Henrik Ibsen, Dundee Rep di Dundee (1984)
- Spirito allegro, di Noël Coward, Vaudeville Theatre di Londra (1986)
- Un marito ideale, di Oscar Wilde, Chichester Theatre Festival di Chichester (1987)
- Il giardino dei ciliegi, di Anton Čechov, Dundee Rep di Dundee (1988)
- La lettera, di William Somerset Maugham, Lyric Hammersmith di Londra (1995)
- Il giardino dei ciliegi, di Anton Čechov, Crucible Theatre di Sheffield (2007)
- La Bête, di David Hirson, Music Box Theatre di Broadway (2010)
- Il leone d'inverno, di James Goldstone, Haymarket Theatre di Londra (2011)

## Discografia parziale

### Album
- 1982 - Serafina The Story Of A Whale (con Tom Baker e David Bellamy)

## Doppiatrici italiane
Nelle versioni in italiano delle opere in cui ha recitato, Joanna Lumley è stata doppiata da:
- Aurora Cancian in The Wolf of Wall Street, Un'occasione da Dio, Io prima di te
- Roberta Greganti in Absolutely Famous - Il film, Paddington 2, Mercoledì
- Mirella Pace ne I satanici riti di Dracula
- Maria Pia Di Meo ne Gli infallibili tre
- Paila Pavese in Sulle orme della Pantera Rosa
- Serena Spaziani in Aboslutely Famous
- Stefania Romagnoli ne Il mistero del principe Valiant
- Paola Giannetti in Euro Trip
- Angiola Baggi in Ella Enchanted - Il magico mondo di Ella
- Fabrizia Castagnoli in Tutto può accadere a Broadway

Da doppiatrice è sostituita da:
- Vittoria Febbi in James e la pesca gigante